# 操心術3

『操心術3』（そうしんじゅつ3）は、2008年12月12日にSTUDIO邪恋から発売されたアダルトゲームである。『操心術』シリーズの第3弾である本作は、『操心術〜P.S.@4〜』および『操心術2』の主人公の子どもたちを主役に据え、他人の心を操る薬「エフ」をめぐる戦いを描いている。
2013年9月27日にはAndroid向け美少女ゲームストア「TGマーケット」にて配信された。

## あらすじ
シナリオは貴樹編→沙織里編→続・貴樹編→続・沙織里編の順番で進行する。続・沙織里編終盤での選択により、貴樹エンドに相当する勝局編と堕落編に分かれる。
また、堕落編での選択により、麗エンドと沙織里エンド、そしてトゥルーエンドである邂逅編に分かれる。
貴樹編
鷹羽宮学園に通う主人公・霧生貴樹は、地味なクラス委員長の吉峰麗に対し、イメージチェンジを提案する。
貴樹は、いとこにして担任教諭である綾河春生から呼ばれて研究室へ向かう。彼は薬を飲めという張り紙を見つけるが、張り紙に指定されたものとは異なる薬を飲む。
そこへ、麗と春生が現れる。春生は麗に催眠術をかけ、貴樹にけしかける。貴樹が抵抗すると、麗と春生は動きを止め、貴樹は腕から蜘蛛の糸に似た模様が浮かんでいることに気づく。
他者の心を操ることが出来ることに気づいた貴樹は、自分の父親も同じ能力を持っていたことを思い出す。春生に聞いても、彼が飲んだ薬は誰が持ち込んだのかわからない様子だった。
その後、貴樹は相手を見て初めて操ることができること、複数人を操ったり薬を多量に摂取すると身体への負担が大きいことを知った。また、薬の効果は一時的だが、与えた命令はしばらく続くため、うまく使えば薬が不要であることも判明した。
貴樹が童貞卒業を考えていたそのとき、別人のようにかわいくなった麗から告白を受け、性交する。しばらくの間、薬の力を楽しんでいた貴樹だったが、麗の様子がおかしくなる。
乱交サークルの存在を知った貴樹は、彼女が入部した部活を調査し、上級生の入嶋亮が同じ力を有していたことが判明する。貴樹は麗を助けるために、下級生の立花伊吹とその親友・剣崎沙織里を通じて教室内の全員を操る。入嶋はその様子に恐怖を覚え、どこかへと逃げた。

沙織里編
新聞部に所属する沙織里は、「フレンズ」というサークルについて調べるうちに、上級生の入嶋が代表であることを突き止め、部下に潜入捜査をさせたのち、自身も参加した。
沙織里は担任の藤乃森 志穂から「フレンズ」が古典サークルだということを聞かされるが、入嶋が薬の力を用いて部員たちを操って乱交させている様子を目にする。沙織里も同様に操られて処女を奪われた上、入嶋に好意があるというように意識を改変された。
沙織里はしばらく彼のしもべとして積極的に働いていたが、ある日彼がいない間に薬を飲む。戻ってきた入嶋は、以前の沙織里が見たいといって彼女を正気に戻したところで、沙織里に操られてしまう。
自身の父親も同じ力を持っていたことを思い出した沙織里は、録画されたビデオから自らの処女喪失の瞬間を知る。
沙織里はこのサークルを利用して街全体の支配を思いつき、入嶋からこの薬には「エフ」という名前がついていることなどを知り、彼を通じて支配を進めていく。
ある日、放送室で様子を見ていた沙織里は、入ってきた貴樹に操られる。貴樹に追われていた入嶋は「エフ」を多量摂取して反撃を試みるが、身体に負担がかかり倒れてしまう。貴樹はその場にいた全員から「フレンズ」の記憶を消し、ビデオを消した。気がついた沙織里は、「フレンズ」のことは忘れていたものの、「エフ」のことは覚えており、入嶋が勝手に暴走したと誤解した。

続・貴樹編
「フレンズ」壊滅後、大量の「エフ」を手に入れた貴樹は楽しい生活を送り続けていたが、麗が再びおかしくなる。「エフ」の力でもわからなかった貴樹は、新生「フレンズ」の存在を聞きつけ、参加者から志穂が首謀者だとつきとめ、彼女を操り組織を潰した。だが、まだ組織は全滅しておらず、参加者から聞き出したところ、今度は麗がリーダーだという回答を得る。困った貴樹は春生に相談したところ、黒幕が他人をリーダーに仕立て上げている可能性を指摘される。
伊吹と沙織里を操って調査させ、沙織里に志穂を操った者を見たかと尋ねたが、見ていないという回答を得た。春生のもとへ戻った貴樹は「エフ」のほとんどを奪われる。沙織里が黒幕ではないかと考えた貴樹は、伊吹に最後の1本となった「エフ」を使い沙織里について質問したところ、拒否した。
貴樹は春生の研究室にあった洗脳椅子というマシンを伊吹に使い、沙織里の居所を突き止める。

続・沙織里編
沙織里は残っていた資料を見て「フレンズ」の存在を思い出し、新しい「フレンズ」を作るべく行動を起こす。まずは志穂をリーダーに仕立てて仲間を増やすが、自身のほかにも「エフ」を使っている者がいることを知り、今度は麗をリーダーに仕立て上げることにした。
ある日、放送室にいた沙織里は、伊吹とともに来た貴樹に操られ、彼への好意を植え付けられる。放送室で彼のことを想いながら自慰にふけっていると、伊吹に襲われ、正気を取り戻す。
貴樹への怒りが沸き上がってきた沙織里は、春生から様々なことを聞き出し、「フレンズ」の部員に貴樹のことを探らせたていたところを本人に見つかってしまう。

勝局編
貴樹と沙織里は「エフ」で操心対決を繰り広げるもなかなか決着がつかない。
沙織里は協力を持ちかけるが、貴樹は断る。
「エフ」の効果が切れそうだと判断した貴樹は、「エフ」を飲むふりをした。負けじと「エフ」を飲んだ沙織里は身体に負担がかかり、貴樹の勝利となる。貴樹は学園を支配し、彼に犯され続けた沙織里は彼の子を妊娠した。

堕落編
貴樹との操心対決の終盤、沙織里は貴樹の作戦にひっかかって「エフ」を過剰摂取してしまうも、どうにか自分を取り戻し、勝利を収めた。
負けた貴樹は沙織里の奴隷として動物小屋での生活を強いられていた。
ある日、貴樹は伊吹との性交により洗脳が解ける。その場に1本転がっていた「エフ」を見つけた貴樹は、沙織里への復讐を思いつく。

邂逅編
貴樹の復讐は失敗し、沙織里は伊吹に裏切られながらも学園の支配を強める。沙織里は貴樹に麗のことを忘れるよう命じて性交するが、そのさなかに支配の解けた貴樹によって命令を解除された。
実は、貴樹は沙織里のゆがんだ性格を見抜いており、麗のことを忘れるよう命令されたときは、ほかのあらゆる命令が解除されるよう自分自身に暗示をかけていた。
貴樹は沙織里に代わる学園の支配者として、ヒロインたちと淫らな日々を送り、街をも支配下に置いた。
沙織里の妊娠に伴い、貴樹は彼女の父親にして街の支配者である剣崎竜尋と出会い、竜尋への憧れから猛勉強を開始する。
沙織里の出産が近づく中、伊吹と麗はいなくなり、学園の記録もなくなり、エフもなくなったが、街の支配はエフがなくても強固なものとなった。
貴樹は沙織里との幸せな生活を送る一方、麗のことを忘れていくようになった。
それからして、伊吹とうり二つのアルという人物のもとに、春生が執筆したレポートが届けられる。レポートに目を通したアルはそれを消去し、部下に記憶を調べるよう命じた。

## 登場人物
霧生 貴樹（きりゅう たかき）
本作の主人公。鷹羽宮学園の2年生。父は『操心術〜P.S.@4〜 』の主人公・霧生 悠斗。
内気で自己評価が低く、思い通りにならないと騒ぎだす子供じみた面もある。
綾河 春生（あやかわ はるき）
声 - 金松由花
貴樹らのクラスの担任教師で、生物の授業を受け持っている。貴樹のいとこでもある。
天才的な頭脳を持つ反面、無邪気で倫理観に欠けている。
吉峰 麗（よしみね れい）
声 - カンザキカナリ
貴樹のクラスの委員長。地味な人物故男子からの人気はない。
剣崎 沙織里（けんざき さおり）
声 - 榊木春乃
鷹羽宮学園の1年生で、新聞部に所属している。
恋愛を嫌悪している。また、自らのために他者を破滅に追い込むことを厭わない。
立花 伊吹（たちばな いぶき）
声 - ？
沙織里の同級生。気が弱く引っ込み思案で、沙織里と行動を共にすることが多い。
藤乃森 志穂（ふじのもり しほ）
声 - 澄白キヨカ
鷹羽宮学園に勤務する音楽教師。既婚者。
入嶋 亮（いりしま りょう）
上級生。不良ではないものの、生徒たちの間では顔役として知られている。

## 開発
本作は『操心術〜P.S.@4〜』と『2』の謎を回収し、シリーズとしての区切りをつけるために開発された。
また、TOPCATも協力者として開発に参加した。
開発スタッフの一人であるおくとぱすは、公式インタビューの中で、『3』は『電波の奴隷』と並行して開発したと明らかにしている。

## 反響
| 部門名       | Getchu.com |
| ------------ | ---------- |
| 総合         | 9位        |
| シナリオ     | 9位        |
| グラフィック | 19位       |
| ボーカル     | 20位       |
| 音楽         | 圏外       |
| システム     | 圏外       |
| ムービー     | 圏外       |
| ネーミング   | 圏外       |

Getchu.comの美少女ゲーム大賞における、キャラクター部門およびボイス部門以外の結果は右図の通りである。なお、同時点におけるGetchu.comの美少女ゲーム大賞では純愛主体のSide Whiteと、凌辱など暴力的な描写を主体とするSide Blackのサブカテゴリに分かれていたため、特記がない限りはすべてSide Blackカテゴリでのランクインである。
また、キャラクター部門でのランクインはなかったものの、投票者からはキャラクターの一人である剣崎沙織里を評価する声があった。

### 評価
ライターのSunoは、レビューサイト・Media Clipに寄せたレビューの中で、他者の心を操る薬「エフ」を物語の必須要素に据えた点や、複数の視点から物語を描くマルチサイトシステムをうまく活用できた点を評価し、全体的に適度な緊迫感と意外性を感じた良作としている。
一方で、Sunoは物語の終盤の展開が急であることや、最後の謎が明らかにならないまま終わった点を指摘し、プレイヤーによって評価が変わる部分であるとしている。加えて、Sunoは沙織里をはじめとするキャラクターの大半が腹に一物あるような人物であり、感情移入が難しいとしている。
また、Sunoは最も致命的だった点としてインストーラーの不具合を挙げている。